# فضاء رباعي الأبعاد

تسراكت، مكعب بالأبعاد الأربعة

البعد الرابع، قد يُعتقد أن في الكون ثلاثة أبعاد فقط: البعد السيني، والبعد الصادي، والبعد العيني. ولكن يرى البعض أن هناك أبعاداً أخرى عديدة أولها البعد الرابع، وهذا البعد قد يكون زمانياً وقد يكون مكانياً.
- إذا سلمنا بأن البعد الرابع زماني، فأننا نستطيع أن نتخيل الوضع كأنه سلسلة أحداث أو فيلم. فأن شكل الجسم في لحظة معينة قد يتغير في اللحظة التي تليها. وهذا البعد الذي تطرق إليه آينشتاين في نظريته النسبية.
- وقد يكون البعد الرابع الذي نتحدث عنه بعداً مكانياً.

## كيف يمكن أن يكون البعد الرابع مكانيًا؟ كيف نتخيل الأجسام فيه؟
القطعة المستقيمة عبارة عن مجموعة نقاط مصفوفة على بعد واحد. والأجسام ثنائية الأبعاد كالمثلث والمربع والدائرة تتألف من مجموعة قطع مستقيمة وكل هذه الأجسام تعيش في عالم ثنائي الأبعاد وترى بعضها البعض كخطوط مستقيمة. فهي تألف البعد السيني والصادي وتبرمج عقلها على أن الكون مؤلف من بعدين فقط. وتستطيع التحرك يميناً ويساراً, وشمالاً وجنوباً. لكنها لا تستطيع أن تتحرك، ولا أن تتخيل، الاتجاه الأعلى والأسفل. فتذهب للمدرسة ويشرح له مدرس الهندسة الرياضية، وهو أيضا جسم ثنائي الأبعاد، عن المستقيمات والمتجهات والأجسام ذات البعدين < س، ص > فتألف المادة وتبدع فيها. لكن إذا وصلوا في مادة الهندسة الرياضية إلى المتجه ذي الثلاثة أبعاد < س، ص, ع > فإنه لا يستطيع أن يتخيله ولا يستطيع أن يراه، رغم أ نه موجود. ولا يسعه تخيل الأجسام ذات الثلاثة أبعاد مثل المكعبات والأهرام والكرات، ولا يستطيع أن يراها. والمكعبات والأهرام والكرات عبارة عن أجسام تتكون من عدة شرائح ثنائية الأبعاد.
وإذا زار الجسم ثلاثي الأبعاد العالم ثنائي الأبعاد، فإن الأجسام ثنائية الأبعاد لا تستطيع أن تراه ولا حتى أن تتخيله. وإذا مر جسم ثلاثي أبعاد واخترق المستوى الذي يعيشون فيه فإنهم سيرون شريحة واحدة فقط من الشرائح المكونة له وهي انعكاس الجسم ثلاثي الأبعاد على العالم ثنائي الأبعاد وهذا الانعكاس ثنائي الأبعاد أيضا وتراه الأجسام الأخرى كخط مستقيم.
والشيء نفسه ينطبق علينا، نحن أجسام مكونة من ثلاثة أبعاد ونألف الأبعاد الثلاثة السينية والصادية والعينية. ونرى انعكاسات الأجسام الثلاثية الأبعاد والتي هي ثنائية أبعاد.
ولكننا لا نألف بعداً رابعاً. ولا نستطيع أن نتخيل الأجسام ذات الأربعة أبعاد لكننا نستطيع أن نرى انعكاسها على عالمنا الثلاثي الأبعاد. وكما أن العالم الثلاثي الأبعاد عبارة عن مجموعة عوالم ثنائية الأبعاد (مستويات) متراصة فوق بعضها البعض، فإن العالم الرباعي الأبعاد عبارة عن مجموعة عوالم ثلاثية الأبعاد فوق وجنب وخلف بعضها البعض. وهذه أشكال انعكاسات جسيم الرباعي الأبعاد في العالم ثلاثي الأبعاد.

## إثبات وجود البعد الرابع
الحديث عن مفهوم البعد الرابع إنما هو فلسفات، وإن كانت منطقية. ولا يوجد أي إسناد علمي أو معادلات رياضية جبرية تؤيد مفهوم البعد الرابع.
لكن نظرية الأوتار، التي تقول أن المادة مكونة من أوتار صغيرة من الطاقة، والتي تعتبر القوى الكهرومغناطيسية والجاذبية كقوى واحدة، تنطوي على وجود أحد عشر بعداً (البعد السيني والبعد الصادي والبعد العيني إضافة إلى الزمن وسبعة أبعاد أخرى). هذه النظرية لا زالت في مرحلة التطوير ولم تثبت بعد.
نظرية الأوتار، تقول أن عالمنا المكون من ثلاثة أبعاد متجاور مع عوالم مشابهة أخرى وهذا الذي يكون البعد الرابع، كما أن عالمنا ثلاثي الأبعاد يتكون من عوالم لا نهائية ثنائية الأبعاد.
يأمل القائمون على نظرية الأوتار أن يتوصل تقدم العلم إلى إثبات النظرية. تثبت النظرية عن طريق تسريع جزيئين صغيرين (بروتونين) وعند تصادمهما ببعضهما سينتج عن هذا الاصطدام جزيئات أصغر من ضمنها الجسيم الافتراضي الذي أطلق عليه اسم غرافيتون Graviton. الغرافيتون عبارة عن جسيم افتراضي يتأثر بالجاذبية وله خاصية وهو التنقل بين العوالم ثلاثية الأبعاد. فإذا اصطدم بروتونان ونتج عن الاصطدام خروج الغرافيتون فإن ذلك سوف يثبت وجود البعد الرابع.
أثبتت التجارب العلمية خاصة تلك المتعلقة بمعادلة انتشار الأمواج أنه لابد أن يكون الزمن بعدا رابعا لتفسير تلك المعادلة ولا ننسى أن معادلة انتشار الأمواج هي أصل معادلة شرودينغر التي أثارت ضجة في ميكانيك الكم .
إذن المكان والزمان هما أصل لمعلم واحد رباعي الابعاد يسمى معلم مينكوسكي زمكان .
في هذا المعلم كل متغير فيزيائي يشتق بدلالة الابعاد الأربعة وليس فقط بدلالة الزمن كما كان معرفا في قوانين الميكانيك الكلاسيكية. كذلك في هذا المعلم الطاقة الحركية وزخم الحركة لهما أصل واحد وهو مقدار شعاعي رباعي الأبعاد بعده الزماني هو الطاقة الحركية والمكاني هو زخم الحركة. وهكذا فهذا المفهوم ينطبق على الكثير من المقادير الفزيائية.
كما أن لكل مقدار فيزيائي مرافق في هذا المعلم (هذا إذا علمت أن أي قيمة في هذا المعلم هي قيمة مركبة من الزمان والمكان ) فمثلا الحجم هو مرافق الضغط والتيار هو مرافق الكمون ...، والجداء بين مقدار فزيائي ومرافقه يعطي مقدارًا حقيقيًا طاقويًا.

## اقرأ أيضًا
- بعد .
- ثنائي الأبعاد
- الأبعاد الإحدى عشر .